# Pierre Marie Soullié
Pour les articles homonymes, voir Soullié.
Félix Désiré Soullié  est un homme politique français né le 17 mars 1795 à Cumières (Marne) et décédé le 6 janvier 1868 à Reims (Marne)

## Biographie
Engagé volontaire en 1813 et 1814, il fait des études de droit après Waterloo, devient docteur en droit et avocat à Reims. Conseiller municipal de Reims de 1830 à 1840, adjoint au maire, conseiller général, il est député de la Marne de 1848 à 1857, siégeant à droite puis dans la majorité dynastique soutenant le Second Empire au Corps législatif.
il est enterré au Cimetière du Nord à Reims.

## Sources
- « Pierre Marie Soullié », dans Adolphe Robert et Gaston Cougny, Dictionnaire des parlementaires français, Edgar Bourloton, 1889-1891 [détail de l’édition]
- sa fiche sur la base Sycomore d el'Assemblée. (Malgré la base de données des députés français qui nomme Félix Désiré Soullié aussi Pierre Marie Soullié c'est une erreur!! C 'est deux personnes différentes. Pierre Marie est le frère ainé de Félix.  Acte de  naissance  de Felix Desiré Soullié:
- https://archives.marne.fr/ark:/86869/a011310543779JFBavu/1/49
- Acte de naissance de Pierre Marie Soullié:
- https://archives.marne.fr/ark:/86869/a011310543774Qna9Lu/1/198